# Little Monk
Little Monk est une web-série américaine en dix épisodes, créée par Randall Zisk et diffusée entre le 21 août 2009 et le 6 novembre 2009 sur le site de USA Network. Elle est dérivée de la série Monk.
Cette websérie est inédite dans tous les pays francophones.

## Synopsis
Cette série met en scène Adrian Monk et son frère Ambrose lorsqu'ils étaient collégiens, dévoilant les talents précoces et les phobies du célèbre détective. 

## Distribution
- Aaron Linker : Adrian Monk
- Chris Fernandez Lizardi : Ambrose Monk
- Bella Thorne : Wendy
- Trevor Jenkins : Roderick Brody
- Jake Johnson : Kyle
- Camden Palmisano : le capitaine de l'équipe
- Christine Estabrook : Mme Berlin
- Uriah Shelton : Brian
- Andy Scott Harris : Jimmy

## Épisodes
1. Titre français inconnu (Little Monk and the Missing Bracelet)
2. Titre français inconnu (Little Monk and the Business Boys)
3. Titre français inconnu (Little Monk and the New Kid)
4. Titre français inconnu (Little Monk and the Rubber Ball)
5. Titre français inconnu (Little Monk and the Monk Cousin)
6. Titre français inconnu (Little Monk and the Geography Bee)
7. Titre français inconnu (Little Monk and the Saturday Rehearsal)
8. Titre français inconnu (Little Monk and the Balloon)
9. Titre français inconnu (Little Monk and the Talent Show)
10. Titre français inconnu (Little Monk and the Little Trophy)

## Commentaires
Avant la diffusion de la dernière saison de la série Monk, USA Network a commandé dix webisodes mettant en scène le héros lorsqu'il était au collège. Ces épisodes n'ont jamais été diffusés à la télévision mais uniquement sur le web et sont disponibles sur le DVD Best of Monk (édition américaine uniquement).